# 渡辺輝重
渡辺 輝重（わたなべ てるしげ、1966年1月28日 - ) は、日本のCG・VFXディレクター、プロデューサー。東京都出身。

## 経歴
日本のCG・VFX制作会社であるルーデンス、リンクス、東映アニメーションなど、数々のプロダクション経験を経て、現在、WINGLAS-VFXとしてフリーランスで活動中。

## 主な作品

### 映画
- パラサイト・イヴ (1997年) - CGアニメーター
- デジモン ティマーズ暴走デジモン特急 (2002年) - CGディレクター
- デジモン フロンティア古代デジモン復活 (2002年) - CGディレクター
- 忍風戦隊ハリケンジャー シュシュっとTHE MOVIE (2002年) - チーフCGデザイナー
- 仮面ライダー龍騎 EPSODE FINAL(2002年) - チーフCGデザイナー
- 爆竜戦隊アバレンジャー あばれサマーはキンキン中(2003年) - チーフCGデザイナー
- 仮面ライダー555 パラダイス・ロスト(2003年) - チーフCGデザイナー
- 聖闘士星矢 天界篇序奏(2004年) - CGディレクター
- デビルマン (2004年) - 3Dデジタルマットペインター
- 金色のガッシュベル!! 101番目の魔物 (2004年) - CGディレクター
- 大帝の剣 (2007年) - CGデザイナー
- ギララの逆襲 洞爺湖サミット危機一発！ (2008年) - CGディレクター
- 猫ラーメン大将 (2008年) - CGディレクター
- 鴨川ホルモー (2009年) - VFXコンポジター
- 絶狼-ZERO- -BLACK BLOOD- (2014年) - VFXデザイナー
- 海月姫 (2014年) - VFXデザイナー
- グール喰怨 ～百年、君を想う～ (2016年) - CG監修
- 紅い襷～富岡製糸場物語 (2017年) - VFXディレクター
- 虹色デイズ (2018年) - CGスーパーバイザー
- 桜が咲く頃、交わした約束は、 (2018年) - CG監督[1]

### テレビドラマ
- デジモンテイマーズ (2001年) - CGデザイナー
- 轟轟戦隊ボウケンジャー (2006年) - VFXデザイナー
- キューティーハニー THE LIVE (2007年) - VFXスーパーバイザー
- 獣拳戦隊ゲキレンジャー (2007年) - VFXデザイナー
- 百鬼夜行抄 (2007年) - VFXデザイナー
- NHKスペシャルネクストワールド (2015年) - VFXデザイナー
- 天才バカボン～愛の家族たち (2016年) - VFXディレクター
- アイドル×戦士ミラクルちゅーんず! (2017年) - CG制作協力

### ゲームムービー
- ファイナルファンタジーVII (1997年) - CGデザイナー
- スターオーシャン セカンドストーリー (1998年) - CGデザイナー
- ファイナルファンタジーVIII (1999年) - CGデザイナー
- 真・三國無双 (2000年)  - エフェクトデザイナー
- ファイナルファンタジーX (2001年) - CGデザイナー
- 決戦II (2001年) - エフェクトデザイナー
- 忍者外伝 (2004年) - エフェクトデザイナー
- BLOOD+ ONE NIGHT KISS (2006年) - CGディレクター

### CM
- LEGO 悪魔の城篇 (2009年)  - チーフCGデザイナー
- ガンバライド カードバトル仮面ライダーダブル篇 (2009年)  - CGディレクター、CGデザイナー
- USJ バイオハザード・ザ・リアル (2013年) - CGデザイナー
- J-POWER 発電会議 使命篇/環境篇 (2015年) - CGディレクター、CGデザイナー
- Cygames 世界はもっとおもしろくできる篇 (2016年) - CGディレクター、CGデザイナー
- DUNLOP WEB-CM 「ROAD TO YOU〜君へと続く道〜」 (2017年) - [CGデザイナー[2]

## 受賞歴
- イタリア・ミラノ国際映画祭2019 - 映画『桜が咲く頃、交わした約束は』 - 最優秀ビジュアルエフェクト賞